# Васил Радославов (скулптор)
Вижте пояснителната страница за други личности с името Васил Радославов.
Васил Радославов (1908-1969) е български скулптор.
Сред творбите му са:
- Паметникът на Съветската армия в Бургас от 1953 г. (с Анета Атанасова),[2]
- барелеф на Паметника на Съветската армия в София от 1954 г.,
- Паметникът на Съветската армия (Альоша) в Пловдив от 1956 г. (с Любомир Далчев и Тодор Босилков),[3][4]
- Статуята на свободата, проход Боаза край Търговище, символ на града[5] и др.

Женен е за Мария Кадънкова-Радославова, има дъщеря Мария Радославова.

## Галерия
- Барелеф от Паметника на Съветската армия в Бургас